# Un message pour Gracias
Pour plus de détails, voir Fiche technique et Distribution.
Un message pour Gracias (A Message to Gracias) est un court métrage américain Looney Tunes de 1964 réalisé par Robert McKimson, mettant en scène Speedy Gonzales et Grosso Mineto.